# كوبا بيرنوشي 2023
كوبا بيرنوشي 2023 (بالإيطالية: Coppa Bernocchi 2023)‏ هو سباق دراجات هوائية من فئة  1.1، وهو الموسم 104 من كوبا بيرنوشي ‏، وأقيم في 2 أكتوبر 2023 ضمن سباقات سلسلة سباقات الاتحاد الدولي للدراجات للمحترفين 2023.
فاز بالمركز الأول فاوت فان آرت، وفاز بالمركز الثاني فينتشنزو ألبانيز، وفاز بالمركز الثالث Andrea Bagioli ‏.

## الفرق
| فرق عالمية (13)- AG2R Citroën Team - Alpecin-Deceuninck - Astana Qazaqstan Team - Bora-Hansgrohe - Cofidis - Groupama-FDJ - Intermarché-Circus-Wanty - Jumbo-Visma - Lidl-Trek - Movistar Team - Soudal Quick-Step - Team Jayco AlUla - UAE Team Emirates فرق برو (8)- بنجوال باوليز ساوكس دبليو بي ‏ - فريق إيولو كوميت لركوب الدراجات 2023 ‏ - Green Project-Bardiani CSF-Faizanè - Israel-Premier Tech - Lotto Dstny - Q36.5 Pro Cycling Team ‏ - Team Solution Tech–Vini Fantini ‏ - TotalEnergies فرق قارية (3)- بلترامي تي إس أيه–مارشيول ‏ - Biesse–Carrera ‏ - أندروني جوكاتولي-سيدرمك ‏ |  |
| |  |

## المشاركون
| Soudal Quick-Step SOQ | Soudal Quick-Step SOQ | Soudal Quick-Step SOQ |
| --------------------- | --------------------- | --------------------- |
| م                     | عداء                  | مرتبة                 |
| 1                     | جوليان ألافيليب       | 8                     |
| 2                     | Andrea Bagioli ‏       | 3                     |
| 3                     | درايس ديفينينز        | لم يكمل السباق        |
| 4                     | بيتر سيري             | 58                    |
| 5                     | فوستو ماسنادا         | 5                     |
| 6                     | ماورو شميد            | 77                    |
| 7                     | Gil Gelders ‏          | لم يكمل السباق        |

| AG2R Citroën Team ACT | AG2R Citroën Team ACT   | AG2R Citroën Team ACT |
| --------------------- | ----------------------- | --------------------- |
| م                     | عداء                    | مرتبة                 |
| 11                    | Larry Warbasse ‏         | 41                    |
| 12                    | أندريا فيندرام          | 16                    |
| 13                    | Paul Lapeira ‏           | لم يكمل السباق        |
| 14                    | Clément Berthet ‏        | 23                    |
| 15                    | Aurélien Paret-Peintre ‏ | 29                    |
| 16                    | Bastien Tronchon ‏       | لم يكمل السباق        |
| 17                    | Killian Verschuren ‏     | لم يكمل السباق        |

| Alpecin-Deceuninck ADC | Alpecin-Deceuninck ADC | Alpecin-Deceuninck ADC |
| ---------------------- | ---------------------- | ---------------------- |
| م                      | عداء                   | مرتبة                  |
| 21                     | توبياس باير            | 56                     |
| 22                     | Stefano Oldani ‏        | 13                     |
| 23                     | شاندرو ميوريس          | لم يكمل السباق         |
| 24                     | Alex Bogna‏             | 63                     |
| 25                     | Axel Laurance ‏         | لم يكمل السباق         |
| 26                     | Nicola Conci ‏          | 78                     |
| 27                     | Michael Gogl ‏          | 15                     |

| Astana Qazaqstan Team AST | Astana Qazaqstan Team AST | Astana Qazaqstan Team AST |
| ------------------------- | ------------------------- | ------------------------- |
| م                         | عداء                      | مرتبة                     |
| 31                        | سيس بول                   | لم يكمل السباق            |
| 32                        | دافيدي مارتينيلي          | لم يكمل السباق            |
| 33                        | فابيو فلين                | 65                        |
| 34                        | Michele Gazzoli ‏          | لم يكمل السباق            |
| 35                        | أنطونيو نيبالي            | لم يكمل السباق            |
| 36                        | Gianmarco Garofoli ‏       | 20                        |
| 37                        | كريستيان سكاروني ‏         | 7                         |

| Bora-Hansgrohe BOH | Bora-Hansgrohe BOH | Bora-Hansgrohe BOH |
| ------------------ | ------------------ | ------------------ |
| م                  | عداء               | مرتبة              |
| 41                 | بوب جونهيلس        | لم يكمل السباق     |
| 42                 | Ide Schelling ‏     | لم يكمل السباق     |
| 43                 | تشيزاري بينديتي    | لم يكمل السباق     |
| 44                 | جيوفاني أليوتي     | 18                 |
| 45                 | ماكسيميليان شاخمان | لم يكمل السباق     |
| 46                 | Anton Palzer ‏      | 52                 |
| 47                 | Frederik Wandahl ‏  | 44                 |

| Cofidis COF | Cofidis COF    | Cofidis COF    |
| ----------- | -------------- | -------------- |
| م           | عداء           | مرتبة          |
| 51          | Harrison Wood ‏ | لم يكمل السباق |
| 52          | دافيد سيمولاي  | لم يكمل السباق |
| 53          | جون ازقيراي    | 10             |
| 54          | سيموني كونسوني | لم يكمل السباق |
| 55          | Hugo Toumire ‏  | لم يكمل السباق |
| 56          | Axel Mariault ‏ | 17             |
| 57          | بنجامين توماس  | لم يكمل السباق |

| Groupama-FDJ GFC | Groupama-FDJ GFC      | Groupama-FDJ GFC |
| ---------------- | --------------------- | ---------------- |
| م                | عداء                  | مرتبة            |
| 61               | ماثيو لاداجنوس        | لم يكمل السباق   |
| 62               | تيبو بينو             | 69               |
| 63               | كوينتين باشر          | 71               |
| 64               | لارس فان دن بيرغ ‏     | 66               |
| 65               | Lorenzo Germani ‏      | 68               |
| 66               | فالنتين مادواس (طريق) | 24               |
| 67               | روبن تومسون           | 32               |

| Intermarché-Circus-Wanty ICW | Intermarché-Circus-Wanty ICW | Intermarché-Circus-Wanty ICW |
| ---------------------------- | ---------------------------- | ---------------------------- |
| م                            | عداء                         | مرتبة                        |
| 71                           | Francesco Busatto ‏           | 57                           |
| 72                           | Simone Petilli ‏              | 59                           |
| 73                           | ديون سميث                    | لم يكمل السباق               |
| 74                           | Alexy Faure Prost ‏           | لم يكمل السباق               |
| 75                           | Madis Mihkels                | لم يكمل السباق               |
| 76                           | روي كوستا                    | لم يكمل السباق               |
| 77                           | نيكولو بونيفازيو             | لم يكمل السباق               |

| Jumbo-Visma TJV | Jumbo-Visma TJV   | Jumbo-Visma TJV |
| --------------- | ----------------- | --------------- |
| م               | عداء              | مرتبة           |
| 81              | فاوت فان آرت      | 1               |
| 82              | Koen Bouwman ‏     | 19              |
| 83              | سام أومن          | 61              |
| 84              | Gijs Leemreize ‏   | لم يكمل السباق  |
| 85              | جان تراتنيك       | 9               |
| 86              | Lennard Hofstede ‏ | لم يكمل السباق  |
| 87              | تيسج بنوت         | 6               |

| Lidl-Trek LTK | Lidl-Trek LTK         | Lidl-Trek LTK  |
| ------------- | --------------------- | -------------- |
| م             | عداء                  | مرتبة          |
| 91            | جوليو سيكوني          | لم يكمل السباق |
| 92            | Juan Pedro López      | لم يكمل السباق |
| 93            | Jacopo Mosca ‏         | 14             |
| 94            | فيليبو بارونسيني      | 39             |
| 95            | Mathias Vacek ‏ (طريق) | 47             |
| 96            | Natnael Tesfatsion ‏   | 45             |
| 97            | داريو كاتالدو         | لم يكمل السباق |

| Movistar Team MOV | Movistar Team MOV    | Movistar Team MOV |
| ----------------- | -------------------- | ----------------- |
| م                 | عداء                 | مرتبة             |
| 101               | ويل بارتا            | 67                |
| 102               | إيمانول إرفيتي       | لم يكمل السباق    |
| 103               | خوسيه خواكين روخاس   | 43                |
| 104               | ماكس كانتر           | لم يكمل السباق    |
| 105               | Oier Lazkano ‏ (طريق) | 62                |
| 106               | إيفان غارسيا         | 12                |
| 107               | غونزالو سيرانو       | لم يكمل السباق    |

| Team Jayco AlUla JAY | Team Jayco AlUla JAY           | Team Jayco AlUla JAY |
| -------------------- | ------------------------------ | -------------------- |
| م                    | عداء                           | مرتبة                |
| 111                  | لوكاس هاميلتون                 | 60                   |
| 112                  | كريس هاربر                     | 26                   |
| 113                  | مايكل ماثيوز                   | 11                   |
| 114                  | فيليكس إنغلهارت                | 35                   |
| 115                  | لوسون كرادوك                   | لم يكمل السباق       |
| 116                  | Jan Maas (cyclist, born 1996) ‏ | لم يكمل السباق       |
| 117                  | Matteo Sobrero ‏                | لم يكمل السباق       |

| UAE Team Emirates UAD | UAE Team Emirates UAD | UAE Team Emirates UAD |
| --------------------- | --------------------- | --------------------- |
| م                     | عداء                  | مرتبة                 |
| 121                   | دافيد فورمولو         | 25                    |
| 122                   | خوان سباستيان مولانو  | لم يكمل السباق        |
| 123                   | رافال مايكا           | 22                    |
| 124                   | مارك هيرشي (طريق)     | 4                     |
| 125                   | Sjoerd Bax ‏           | 73                    |
| 126                   | فيجارد ستيك لاينجن    | لم يكمل السباق        |
| 127                   | Jan Christen ‏         | لم يكمل السباق        |

| بنجوال باوليز ساوكس دبليو بي ‏ BWB | بنجوال باوليز ساوكس دبليو بي ‏ BWB | بنجوال باوليز ساوكس دبليو بي ‏ BWB |
| --------------------------------- | --------------------------------- | --------------------------------- |
| م                                 | عداء                              | مرتبة                             |
| 131                               | فلوريس دي تير                     | 46                                |
| 132                               | ألكسيس غيران                      | 21                                |
| 133                               | Lennert Teugels ‏                  | 31                                |
| 134                               | Aaron Van der Beken ‏              | لم يكمل السباق                    |
| 135                               | Dimitri Peyskens ‏                 | لم يكمل السباق                    |
| 136                               | ماركو تيزا                        | لم يكمل السباق                    |
| 137                               | Louka Matthys ‏                    | لم يكمل السباق                    |

| Team Solution Tech–Vini Fantini ‏ COR | Team Solution Tech–Vini Fantini ‏ COR | Team Solution Tech–Vini Fantini ‏ COR |
| ------------------------------------ | ------------------------------------ | ------------------------------------ |
| م                                    | عداء                                 | مرتبة                                |
| 141                                  | Karel Vacek ‏                         | لم يكمل السباق                       |
| 142                                  | Charlie Quarterman ‏                  | لم يكمل السباق                       |
| 143                                  | Matteo Amella ‏                       | لم يكمل السباق                       |
| 145                                  | Antoine Debons ‏                      | 51                                   |
| 146                                  | Valentin Darbellay ‏                  | لم يكمل السباق                       |
| 147                                  | Andrii Ponomar ‏                      | لم يكمل السباق                       |

| إيولو كوميت ‏ EOK | إيولو كوميت ‏ EOK           | إيولو كوميت ‏ EOK |
| ---------------- | -------------------------- | ---------------- |
| م                | عداء                       | مرتبة            |
| 151              | Samuele Rivi ‏              | لم يكمل السباق   |
| 152              | Alessandro Fancellu ‏       | لم يكمل السباق   |
| 153              | فرانسيسكو جافازي           | لم يكمل السباق   |
| 154              | Diego Pablo Sevilla ‏       | 40               |
| 155              | فينتشنزو ألبانيز           | 2                |
| 156              | Francisco Muñoz (cyclist) ‏ | لم يكمل السباق   |
| 157              | Mattia Bais ‏               | 49               |

| Green Project-Bardiani CSF-Faizanè BCF | Green Project-Bardiani CSF-Faizanè BCF | Green Project-Bardiani CSF-Faizanè BCF |
| -------------------------------------- | -------------------------------------- | -------------------------------------- |
| م                                      | عداء                                   | مرتبة                                  |
| 161                                    | Alessandro Tonelli ‏                    | لم يكمل السباق                         |
| 162                                    | Martin Marcellusi ‏                     | لم يكمل السباق                         |
| 163                                    | Alessandro Pinarello ‏                  | لم يكمل السباق                         |
| 164                                    | Filippo Fiorelli ‏                      | لم يكمل السباق                         |
| 165                                    | Filippo Magli ‏                         | 30                                     |
| 166                                    | هنوك مولوبرهان ‏                        | 48                                     |
| 167                                    | Luca Colnaghi ‏                         | لم يكمل السباق                         |

| Israel-Premier Tech IPT | Israel-Premier Tech IPT | Israel-Premier Tech IPT |
| ----------------------- | ----------------------- | ----------------------- |
| م                       | عداء                    | مرتبة                   |
| 171                     | نيك شولتز               | 70                      |
| 172                     | مادس فورتز شميدت        | لم يكمل السباق          |
| 173                     | هوغو هول                | 76                      |
| 174                     | كوربين سترونغ           | 27                      |
| 175                     | Marco Frigo ‏            | 72                      |
| 176                     | كريستس نيولاندز         | لم يكمل السباق          |
| 177                     | Reto Hollenstein ‏       | لم يكمل السباق          |

| Lotto Dstny LTD | Lotto Dstny LTD     | Lotto Dstny LTD |
| --------------- | ------------------- | --------------- |
| م               | عداء                | مرتبة           |
| 181             | توماس دي جيندت      | لم يكمل السباق  |
| 182             | Sylvain Moniquet ‏   | 75              |
| 183             | جاكوبو غوارنييري    | لم يكمل السباق  |
| 184             | Mathijs Paasschens ‏ | 37              |
| 185             | Johannes Adamietz ‏  | 55              |
| 186             | إدواردو سيبولفيدا   | لم يكمل السباق  |
| 187             | Harm Vanhoucke ‏     | لم يكمل السباق  |

| Q36.5 Pro Cycling Team ‏ Q36 | Q36.5 Pro Cycling Team ‏ Q36 | Q36.5 Pro Cycling Team ‏ Q36 |
| --------------------------- | --------------------------- | --------------------------- |
| م                           | عداء                        | مرتبة                       |
| 191                         | Negasi Haylu Abreha ‏        | لم يكمل السباق              |
| 192                         | جيانلوكا برامبيلا           | 34                          |
| 193                         | Walter Calzoni ‏             | 42                          |
| 194                         | Marcel Camprubí ‏            | 50                          |
| 195                         | مارك دونوفان                | 64                          |
| 196                         | Alessandro Fedeli ‏          | 33                          |

| TotalEnergies TEN | TotalEnergies TEN | TotalEnergies TEN |
| ----------------- | ----------------- | ----------------- |
| م                 | عداء              | مرتبة             |
| 201               | Valentin Ferron ‏  | لم يكمل السباق    |
| 202               | الكسيس فويليرموز  | لم يكمل السباق    |
| 203               | جيريمي كابوت      | 54                |
| 204               | Paul Ourselin ‏    | 74                |
| 205               | Geoffrey Soupe ‏   | 28                |
| 206               | Mattéo Vercher ‏   | لم يكمل السباق    |
| 207               | Alessio Cialone‏   | لم يكمل السباق    |

| بلترامي تي إس أيه–مارشيول ‏ BTC | بلترامي تي إس أيه–مارشيول ‏ BTC | بلترامي تي إس أيه–مارشيول ‏ BTC |
| ------------------------------ | ------------------------------ | ------------------------------ |
| م                              | عداء                           | مرتبة                          |
| 211                            | Andrea Piras ‏                  | لم يكمل السباق                 |
| 212                            | توماس بسنتي ‏                   | 53                             |
| 213                            | Matteo Freddi‏                  | لم يكمل السباق                 |
| 214                            | Andrea Biancalani‏              | لم يكمل السباق                 |
| 215                            | Nicola Rossi‏                   | لم يكمل السباق                 |
| 216                            | Alex Raimondi‏                  | لم يكمل السباق                 |
| 217                            | Giacomo Tagliavini‏             | لم يكمل السباق                 |

| Biesse–Carrera ‏ BIE | Biesse–Carrera ‏ BIE   | Biesse–Carrera ‏ BIE |
| ------------------- | --------------------- | ------------------- |
| م                   | عداء                  | مرتبة               |
| 221                 | Riccardo Ciuccarelli ‏ | 36                  |
| 222                 | Michael Belleri ‏      | لم يكمل السباق      |
| 223                 | Alessandro Motta‏      | لم يكمل السباق      |
| 224                 | Andrea d' Amato ‏      | لم يكمل السباق      |
| 225                 | Nicolò Arrighetti‏     | لم يكمل السباق      |
| 226                 | Marco Oliosi‏          | لم يكمل السباق      |
| 227                 | Pierelis Belletta‏     | لم يكمل السباق      |

| أندروني جوكاتولي-سيدرمك ‏ GSS | أندروني جوكاتولي-سيدرمك ‏ GSS | أندروني جوكاتولي-سيدرمك ‏ GSS |
| ---------------------------- | ---------------------------- | ---------------------------- |
| م                            | عداء                         | مرتبة                        |
| 231                          | أليخاندرو أوسوريو            | لم يكمل السباق               |
| 232                          | Filippo Tagliani ‏            | لم يكمل السباق               |
| 233                          | Santiago Umba ‏               | 38                           |
| 234                          | Alessandro Bisolti ‏          | لم يكمل السباق               |
| 235                          | Jonathan Guatibonza ‏         | لم يكمل السباق               |
| 236                          | Andrés Mancipe‏               | لم يكمل السباق               |
| 237                          | Jeferson Armando Ruiz Acuña‏  | لم يكمل السباق               |

| Soudal Quick-Step SOQ | Soudal Quick-Step SOQ | Soudal Quick-Step SOQ |
| --------------------- | --------------------- | --------------------- |
| م                     | عداء                  | مرتبة                 |
| 1                     | جوليان ألافيليب       | 8                     |
| 2                     | Andrea Bagioli ‏       | 3                     |
| 3                     | درايس ديفينينز        | لم يكمل السباق        |
| 4                     | بيتر سيري             | 58                    |
| 5                     | فوستو ماسنادا         | 5                     |
| 6                     | ماورو شميد            | 77                    |
| 7                     | Gil Gelders ‏          | لم يكمل السباق        |

| AG2R Citroën Team ACT | AG2R Citroën Team ACT   | AG2R Citroën Team ACT |
| --------------------- | ----------------------- | --------------------- |
| م                     | عداء                    | مرتبة                 |
| 11                    | Larry Warbasse ‏         | 41                    |
| 12                    | أندريا فيندرام          | 16                    |
| 13                    | Paul Lapeira ‏           | لم يكمل السباق        |
| 14                    | Clément Berthet ‏        | 23                    |
| 15                    | Aurélien Paret-Peintre ‏ | 29                    |
| 16                    | Bastien Tronchon ‏       | لم يكمل السباق        |
| 17                    | Killian Verschuren ‏     | لم يكمل السباق        |

| Alpecin-Deceuninck ADC | Alpecin-Deceuninck ADC | Alpecin-Deceuninck ADC |
| ---------------------- | ---------------------- | ---------------------- |
| م                      | عداء                   | مرتبة                  |
| 21                     | توبياس باير            | 56                     |
| 22                     | Stefano Oldani ‏        | 13                     |
| 23                     | شاندرو ميوريس          | لم يكمل السباق         |
| 24                     | Alex Bogna‏             | 63                     |
| 25                     | Axel Laurance ‏         | لم يكمل السباق         |
| 26                     | Nicola Conci ‏          | 78                     |
| 27                     | Michael Gogl ‏          | 15                     |

| Astana Qazaqstan Team AST | Astana Qazaqstan Team AST | Astana Qazaqstan Team AST |
| ------------------------- | ------------------------- | ------------------------- |
| م                         | عداء                      | مرتبة                     |
| 31                        | سيس بول                   | لم يكمل السباق            |
| 32                        | دافيدي مارتينيلي          | لم يكمل السباق            |
| 33                        | فابيو فلين                | 65                        |
| 34                        | Michele Gazzoli ‏          | لم يكمل السباق            |
| 35                        | أنطونيو نيبالي            | لم يكمل السباق            |
| 36                        | Gianmarco Garofoli ‏       | 20                        |
| 37                        | كريستيان سكاروني ‏         | 7                         |

| Bora-Hansgrohe BOH | Bora-Hansgrohe BOH | Bora-Hansgrohe BOH |
| ------------------ | ------------------ | ------------------ |
| م                  | عداء               | مرتبة              |
| 41                 | بوب جونهيلس        | لم يكمل السباق     |
| 42                 | Ide Schelling ‏     | لم يكمل السباق     |
| 43                 | تشيزاري بينديتي    | لم يكمل السباق     |
| 44                 | جيوفاني أليوتي     | 18                 |
| 45                 | ماكسيميليان شاخمان | لم يكمل السباق     |
| 46                 | Anton Palzer ‏      | 52                 |
| 47                 | Frederik Wandahl ‏  | 44                 |

| Cofidis COF | Cofidis COF    | Cofidis COF    |
| ----------- | -------------- | -------------- |
| م           | عداء           | مرتبة          |
| 51          | Harrison Wood ‏ | لم يكمل السباق |
| 52          | دافيد سيمولاي  | لم يكمل السباق |
| 53          | جون ازقيراي    | 10             |
| 54          | سيموني كونسوني | لم يكمل السباق |
| 55          | Hugo Toumire ‏  | لم يكمل السباق |
| 56          | Axel Mariault ‏ | 17             |
| 57          | بنجامين توماس  | لم يكمل السباق |

| Groupama-FDJ GFC | Groupama-FDJ GFC      | Groupama-FDJ GFC |
| ---------------- | --------------------- | ---------------- |
| م                | عداء                  | مرتبة            |
| 61               | ماثيو لاداجنوس        | لم يكمل السباق   |
| 62               | تيبو بينو             | 69               |
| 63               | كوينتين باشر          | 71               |
| 64               | لارس فان دن بيرغ ‏     | 66               |
| 65               | Lorenzo Germani ‏      | 68               |
| 66               | فالنتين مادواس (طريق) | 24               |
| 67               | روبن تومسون           | 32               |

| Intermarché-Circus-Wanty ICW | Intermarché-Circus-Wanty ICW | Intermarché-Circus-Wanty ICW |
| ---------------------------- | ---------------------------- | ---------------------------- |
| م                            | عداء                         | مرتبة                        |
| 71                           | Francesco Busatto ‏           | 57                           |
| 72                           | Simone Petilli ‏              | 59                           |
| 73                           | ديون سميث                    | لم يكمل السباق               |
| 74                           | Alexy Faure Prost ‏           | لم يكمل السباق               |
| 75                           | Madis Mihkels                | لم يكمل السباق               |
| 76                           | روي كوستا                    | لم يكمل السباق               |
| 77                           | نيكولو بونيفازيو             | لم يكمل السباق               |

| Jumbo-Visma TJV | Jumbo-Visma TJV   | Jumbo-Visma TJV |
| --------------- | ----------------- | --------------- |
| م               | عداء              | مرتبة           |
| 81              | فاوت فان آرت      | 1               |
| 82              | Koen Bouwman ‏     | 19              |
| 83              | سام أومن          | 61              |
| 84              | Gijs Leemreize ‏   | لم يكمل السباق  |
| 85              | جان تراتنيك       | 9               |
| 86              | Lennard Hofstede ‏ | لم يكمل السباق  |
| 87              | تيسج بنوت         | 6               |

| Lidl-Trek LTK | Lidl-Trek LTK         | Lidl-Trek LTK  |
| ------------- | --------------------- | -------------- |
| م             | عداء                  | مرتبة          |
| 91            | جوليو سيكوني          | لم يكمل السباق |
| 92            | Juan Pedro López      | لم يكمل السباق |
| 93            | Jacopo Mosca ‏         | 14             |
| 94            | فيليبو بارونسيني      | 39             |
| 95            | Mathias Vacek ‏ (طريق) | 47             |
| 96            | Natnael Tesfatsion ‏   | 45             |
| 97            | داريو كاتالدو         | لم يكمل السباق |

| Movistar Team MOV | Movistar Team MOV    | Movistar Team MOV |
| ----------------- | -------------------- | ----------------- |
| م                 | عداء                 | مرتبة             |
| 101               | ويل بارتا            | 67                |
| 102               | إيمانول إرفيتي       | لم يكمل السباق    |
| 103               | خوسيه خواكين روخاس   | 43                |
| 104               | ماكس كانتر           | لم يكمل السباق    |
| 105               | Oier Lazkano ‏ (طريق) | 62                |
| 106               | إيفان غارسيا         | 12                |
| 107               | غونزالو سيرانو       | لم يكمل السباق    |

| Team Jayco AlUla JAY | Team Jayco AlUla JAY           | Team Jayco AlUla JAY |
| -------------------- | ------------------------------ | -------------------- |
| م                    | عداء                           | مرتبة                |
| 111                  | لوكاس هاميلتون                 | 60                   |
| 112                  | كريس هاربر                     | 26                   |
| 113                  | مايكل ماثيوز                   | 11                   |
| 114                  | فيليكس إنغلهارت                | 35                   |
| 115                  | لوسون كرادوك                   | لم يكمل السباق       |
| 116                  | Jan Maas (cyclist, born 1996) ‏ | لم يكمل السباق       |
| 117                  | Matteo Sobrero ‏                | لم يكمل السباق       |

| UAE Team Emirates UAD | UAE Team Emirates UAD | UAE Team Emirates UAD |
| --------------------- | --------------------- | --------------------- |
| م                     | عداء                  | مرتبة                 |
| 121                   | دافيد فورمولو         | 25                    |
| 122                   | خوان سباستيان مولانو  | لم يكمل السباق        |
| 123                   | رافال مايكا           | 22                    |
| 124                   | مارك هيرشي (طريق)     | 4                     |
| 125                   | Sjoerd Bax ‏           | 73                    |
| 126                   | فيجارد ستيك لاينجن    | لم يكمل السباق        |
| 127                   | Jan Christen ‏         | لم يكمل السباق        |

| بنجوال باوليز ساوكس دبليو بي ‏ BWB | بنجوال باوليز ساوكس دبليو بي ‏ BWB | بنجوال باوليز ساوكس دبليو بي ‏ BWB |
| --------------------------------- | --------------------------------- | --------------------------------- |
| م                                 | عداء                              | مرتبة                             |
| 131                               | فلوريس دي تير                     | 46                                |
| 132                               | ألكسيس غيران                      | 21                                |
| 133                               | Lennert Teugels ‏                  | 31                                |
| 134                               | Aaron Van der Beken ‏              | لم يكمل السباق                    |
| 135                               | Dimitri Peyskens ‏                 | لم يكمل السباق                    |
| 136                               | ماركو تيزا                        | لم يكمل السباق                    |
| 137                               | Louka Matthys ‏                    | لم يكمل السباق                    |

| Team Solution Tech–Vini Fantini ‏ COR | Team Solution Tech–Vini Fantini ‏ COR | Team Solution Tech–Vini Fantini ‏ COR |
| ------------------------------------ | ------------------------------------ | ------------------------------------ |
| م                                    | عداء                                 | مرتبة                                |
| 141                                  | Karel Vacek ‏                         | لم يكمل السباق                       |
| 142                                  | Charlie Quarterman ‏                  | لم يكمل السباق                       |
| 143                                  | Matteo Amella ‏                       | لم يكمل السباق                       |
| 145                                  | Antoine Debons ‏                      | 51                                   |
| 146                                  | Valentin Darbellay ‏                  | لم يكمل السباق                       |
| 147                                  | Andrii Ponomar ‏                      | لم يكمل السباق                       |

| إيولو كوميت ‏ EOK | إيولو كوميت ‏ EOK           | إيولو كوميت ‏ EOK |
| ---------------- | -------------------------- | ---------------- |
| م                | عداء                       | مرتبة            |
| 151              | Samuele Rivi ‏              | لم يكمل السباق   |
| 152              | Alessandro Fancellu ‏       | لم يكمل السباق   |
| 153              | فرانسيسكو جافازي           | لم يكمل السباق   |
| 154              | Diego Pablo Sevilla ‏       | 40               |
| 155              | فينتشنزو ألبانيز           | 2                |
| 156              | Francisco Muñoz (cyclist) ‏ | لم يكمل السباق   |
| 157              | Mattia Bais ‏               | 49               |

| Green Project-Bardiani CSF-Faizanè BCF | Green Project-Bardiani CSF-Faizanè BCF | Green Project-Bardiani CSF-Faizanè BCF |
| -------------------------------------- | -------------------------------------- | -------------------------------------- |
| م                                      | عداء                                   | مرتبة                                  |
| 161                                    | Alessandro Tonelli ‏                    | لم يكمل السباق                         |
| 162                                    | Martin Marcellusi ‏                     | لم يكمل السباق                         |
| 163                                    | Alessandro Pinarello ‏                  | لم يكمل السباق                         |
| 164                                    | Filippo Fiorelli ‏                      | لم يكمل السباق                         |
| 165                                    | Filippo Magli ‏                         | 30                                     |
| 166                                    | هنوك مولوبرهان ‏                        | 48                                     |
| 167                                    | Luca Colnaghi ‏                         | لم يكمل السباق                         |

| Israel-Premier Tech IPT | Israel-Premier Tech IPT | Israel-Premier Tech IPT |
| ----------------------- | ----------------------- | ----------------------- |
| م                       | عداء                    | مرتبة                   |
| 171                     | نيك شولتز               | 70                      |
| 172                     | مادس فورتز شميدت        | لم يكمل السباق          |
| 173                     | هوغو هول                | 76                      |
| 174                     | كوربين سترونغ           | 27                      |
| 175                     | Marco Frigo ‏            | 72                      |
| 176                     | كريستس نيولاندز         | لم يكمل السباق          |
| 177                     | Reto Hollenstein ‏       | لم يكمل السباق          |

| Lotto Dstny LTD | Lotto Dstny LTD     | Lotto Dstny LTD |
| --------------- | ------------------- | --------------- |
| م               | عداء                | مرتبة           |
| 181             | توماس دي جيندت      | لم يكمل السباق  |
| 182             | Sylvain Moniquet ‏   | 75              |
| 183             | جاكوبو غوارنييري    | لم يكمل السباق  |
| 184             | Mathijs Paasschens ‏ | 37              |
| 185             | Johannes Adamietz ‏  | 55              |
| 186             | إدواردو سيبولفيدا   | لم يكمل السباق  |
| 187             | Harm Vanhoucke ‏     | لم يكمل السباق  |

| Q36.5 Pro Cycling Team ‏ Q36 | Q36.5 Pro Cycling Team ‏ Q36 | Q36.5 Pro Cycling Team ‏ Q36 |
| --------------------------- | --------------------------- | --------------------------- |
| م                           | عداء                        | مرتبة                       |
| 191                         | Negasi Haylu Abreha ‏        | لم يكمل السباق              |
| 192                         | جيانلوكا برامبيلا           | 34                          |
| 193                         | Walter Calzoni ‏             | 42                          |
| 194                         | Marcel Camprubí ‏            | 50                          |
| 195                         | مارك دونوفان                | 64                          |
| 196                         | Alessandro Fedeli ‏          | 33                          |

| TotalEnergies TEN | TotalEnergies TEN | TotalEnergies TEN |
| ----------------- | ----------------- | ----------------- |
| م                 | عداء              | مرتبة             |
| 201               | Valentin Ferron ‏  | لم يكمل السباق    |
| 202               | الكسيس فويليرموز  | لم يكمل السباق    |
| 203               | جيريمي كابوت      | 54                |
| 204               | Paul Ourselin ‏    | 74                |
| 205               | Geoffrey Soupe ‏   | 28                |
| 206               | Mattéo Vercher ‏   | لم يكمل السباق    |
| 207               | Alessio Cialone‏   | لم يكمل السباق    |

| بلترامي تي إس أيه–مارشيول ‏ BTC | بلترامي تي إس أيه–مارشيول ‏ BTC | بلترامي تي إس أيه–مارشيول ‏ BTC |
| ------------------------------ | ------------------------------ | ------------------------------ |
| م                              | عداء                           | مرتبة                          |
| 211                            | Andrea Piras ‏                  | لم يكمل السباق                 |
| 212                            | توماس بسنتي ‏                   | 53                             |
| 213                            | Matteo Freddi‏                  | لم يكمل السباق                 |
| 214                            | Andrea Biancalani‏              | لم يكمل السباق                 |
| 215                            | Nicola Rossi‏                   | لم يكمل السباق                 |
| 216                            | Alex Raimondi‏                  | لم يكمل السباق                 |
| 217                            | Giacomo Tagliavini‏             | لم يكمل السباق                 |

| Biesse–Carrera ‏ BIE | Biesse–Carrera ‏ BIE   | Biesse–Carrera ‏ BIE |
| ------------------- | --------------------- | ------------------- |
| م                   | عداء                  | مرتبة               |
| 221                 | Riccardo Ciuccarelli ‏ | 36                  |
| 222                 | Michael Belleri ‏      | لم يكمل السباق      |
| 223                 | Alessandro Motta‏      | لم يكمل السباق      |
| 224                 | Andrea d' Amato ‏      | لم يكمل السباق      |
| 225                 | Nicolò Arrighetti‏     | لم يكمل السباق      |
| 226                 | Marco Oliosi‏          | لم يكمل السباق      |
| 227                 | Pierelis Belletta‏     | لم يكمل السباق      |

| أندروني جوكاتولي-سيدرمك ‏ GSS | أندروني جوكاتولي-سيدرمك ‏ GSS | أندروني جوكاتولي-سيدرمك ‏ GSS |
| ---------------------------- | ---------------------------- | ---------------------------- |
| م                            | عداء                         | مرتبة                        |
| 231                          | أليخاندرو أوسوريو            | لم يكمل السباق               |
| 232                          | Filippo Tagliani ‏            | لم يكمل السباق               |
| 233                          | Santiago Umba ‏               | 38                           |
| 234                          | Alessandro Bisolti ‏          | لم يكمل السباق               |
| 235                          | Jonathan Guatibonza ‏         | لم يكمل السباق               |
| 236                          | Andrés Mancipe‏               | لم يكمل السباق               |
| 237                          | Jeferson Armando Ruiz Acuña‏  | لم يكمل السباق               |

## التصنيف العام النهائي
| التصنيف العام         | التصنيف العام     | التصنيف العام         | التصنيف العام | التصنيف العام |
| العداء                | العداء            | الفريق                | الوقت         |               |
| --------------------- | ----------------- | --------------------- | ------------- | ------------- |
| 1                     | فاوت فان آرت      | Jumbo-Visma           | 4 س 09 د 52 ث |               |
| 2                     | فينتشنزو ألبانيز  | إيولو كوميت ‏          | + 0 ث         |               |
| 3                     | Andrea Bagioli ‏   | Soudal Quick-Step     | + 0 ث         |               |
| 4                     | مارك هيرشي        | فريق الإمارات         | + 0 ث         |               |
| 5                     | فوستو ماسنادا     | Soudal Quick-Step     | + 0 ث         |               |
| 6                     | تيسج بنوت         | Jumbo-Visma           | + 2 ث         |               |
| 7                     | كريستيان سكاروني ‏ | Astana Qazaqstan Team | + 5 ث         |               |
| 8                     | جوليان ألافيليب   | Soudal Quick-Step     | + 11 ث        |               |
| 9                     | جان تراتنيك       | Jumbo-Visma           | + 14 ث        |               |
| 10                    | جون ازقيراي       | Cofidis               | + 1 د 30 ث    |               |
|                       |                   |                       |               |               |
| مصدر: ProCyclingStats |                   |                       |               |               |

## وصلات خارجية
- الموقع الرسمي
- لمحة عن سباق كوبا بيرنوشي 2023 على موقع  ProCyclingStats   (برو  سايكلنج  ستاتس) - إحصاءات  محترفي  الدراجات.
- كوبا بيرنوشي 2023 على موقع إحصائيات الدراجات الإحترافية (الإنجليزية)